# امپراتور بدون تاج‌وتخت
امپراتور بدون تاج‌وتخت 
(به تلوگویی: Makutamleni Maharaju) فیلمی محصول سال ۱۹۸۷ و به کارگردانی کی. باپایا است. در این فیلم بازیگرانی همچون کریشنا، سری دوی، راجندرا پراساد ایفای نقش کرده‌اند.